# Palacio de Villena (Valladolid)
El palacio del Marqués de Villena, o simplemente palacio de Villena, es un palacio de la ciudad de Valladolid cuya construcción se inició a mediados del siglo XVI. Se encuentra situado en la calle Cadenas de San Gregorio nº 2, frente al Colegio de San Gregorio.
En la actualidad, el palacio se integra en el complejo que alberga el Museo Nacional de Escultura, situándose justo enfrente de su sede principal, el Colegio de San Gregorio. Concretamente, alberga la biblioteca, la sala de conferencias, los talleres de restauración, el depósito y el Belén napolitano.

## Historia

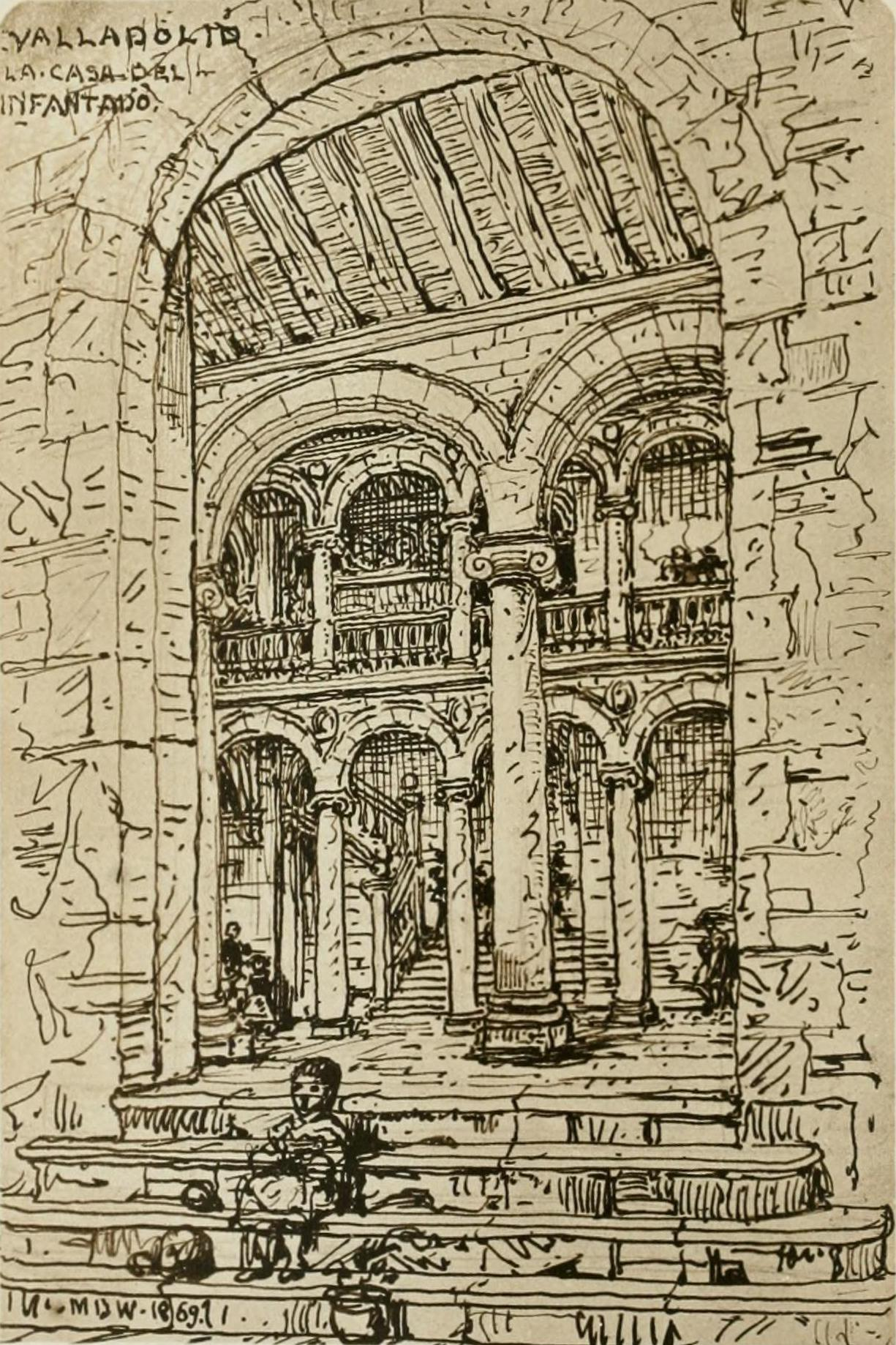
Vista de 1869 del inmueble, entonces conocido como «casa del Infantado». Ilustración de Matthew Digby Wyatt.

El edificio palaciego fue encargo de Antonio de Velasco y Rojas y su esposa Francisca de Silva a Francisco de Salamanca, renombrado arquitecto de la época, pues fue el responsable de reconstruir la Plaza Mayor de Valladolid. El emperador Carlos V pernoctó en numerosas ocasiones en este palacio, que se encuentra muy próximo al palacio de Pimentel, donde nació su hijo, Felipe II.
En la actualidad, de la composición original se conserva la fachada (con un gran arco de entrada con grandes dovelas, labradas en cantería sobre la cual destaca una regia ventana con las armas del propietario), el zaguán, el proporcionado patio de 305 m² (con dos pisos de arquería de medio punto en tres de sus lados, sostenidos por columnas con capitel de orden jónico y medallones en las enjutas) y la escalera principal abierta al claustro (que presenta tres tramos diferenciados y está cubierta con un bello artesonado). Los torreones laterales son posteriores y datan del siglo XIX cuando el palacio sufrió una gran reforma.

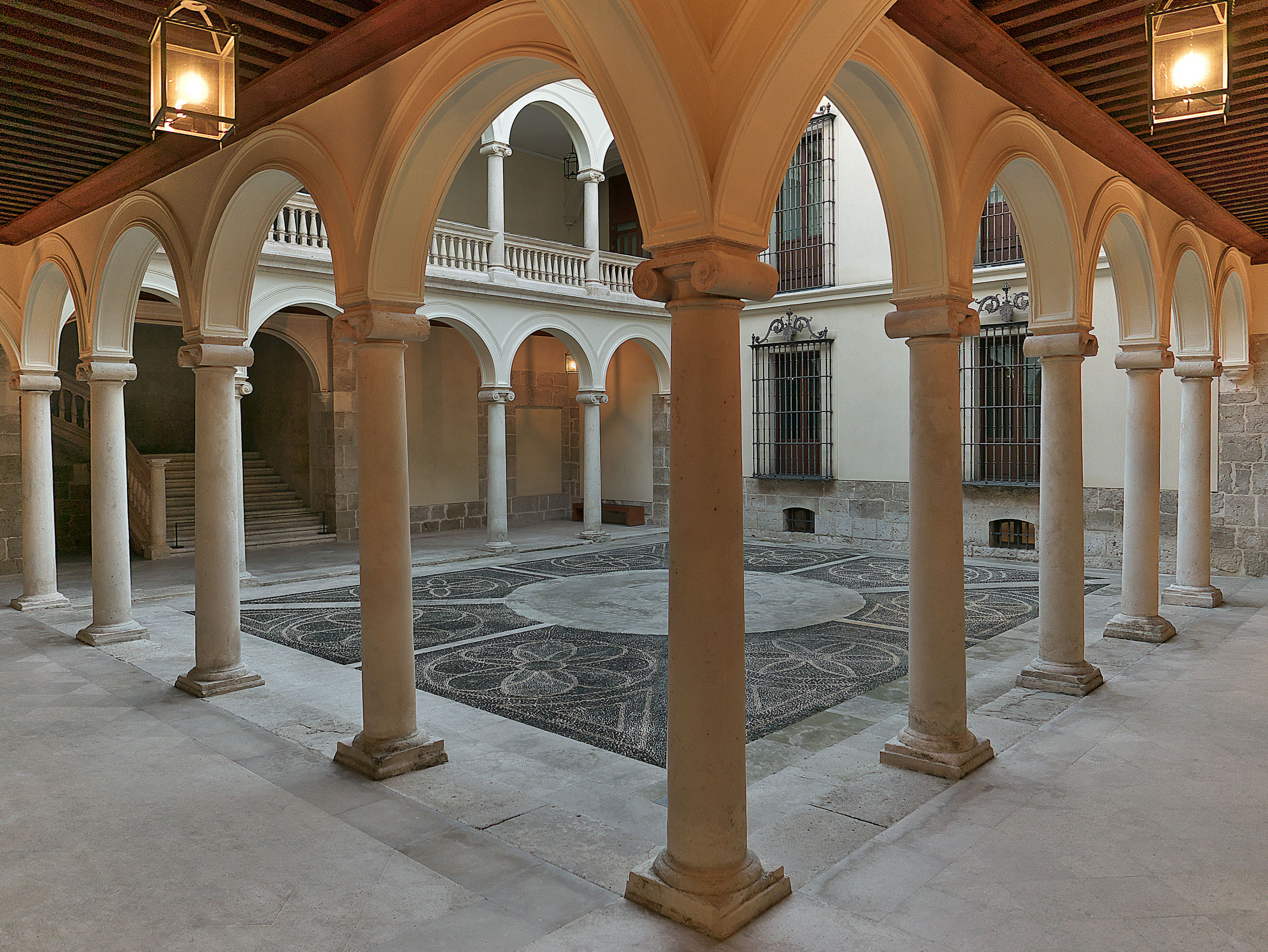
Patio del palacio

En sus más de cuatro siglos de historia, el palacio ha tenido distintos dueños, pasando de familia en familia por sucesivas herencias, entre los que destacan: la esposa del marqués de Villena en el siglo XVII, y posteriormente los condes de Bagaes.